# رومان فريك
رومان فريك (بالألمانية: Roman Fricke)‏ هو منافس ألعاب قوى ألماني، ولد في 23 مارس 1977 في مدينة بريمن في ألمانيا.

## وصلات خارجية
- رومان فريك على موقع الاتحاد الدولي لألعاب القوى (الإنجليزية)
- رومان فريك على موقع أوليمبيديا (الإنجليزية)